# Vico Torriani
Vico Torriani geboren als Ludovico Oxens Torriani (Genève, 21 september 1920 - Agno, 25 februari 1998) was een Zwitserse schlagerzanger, acteur, showmaster en kookboekenschrijver.

## Carrière
Vico Torriani was de zoon van een skileraar en groeide op in Sankt Moritz. Na afsluiting van de lagere school leerde hij voor bakker, kok en later kelner. Als 15-jarige gaf hij reeds privé-concerten. Later was hij actief als zelfstandige kastelein in o.a. Bazel en schreef hij ook kookboeken.
In 1947 won hij een talentenwedstrijd en bereisde daarna geheel Europa. In 1949 had hij in Zwitserland zijn eerste hit met het nummer Silberfäden. In 1951 kwam het eerste grote succes in Duitsland met het nummer Addio, donna grazia. Daarna ging hij schlagers zingen in meerdere talen. Vanaf 1952 trad hij op in tv-uitzendingen. Hij kreeg een eigen show in Zwitserland (Grüezi Vico) en later in Duitsland (die Vico-Torriani-Show en Hotel Victoria) met vele gastoptredens.
In de jaren 1950 acteerde hij in meerdere muziekfilms en gaf ook optredens in theaters. Ook kon men hem in de jaren 1960 en 1970 bewonderen in operetten en musicals, waaronder Can-Can, Gigi, Im weissen Rössl, Eine Nacht in Venedig, Boeing, Boeing, Meine Schwester und ich. In 1955 was hij te gast in de quiz-uitzending Was bin ich? met als quizmaster Robert Lembke. In 1958 nam hij deel aan de voorronden voor het Eurovisiesongfestival.
Torriani gaf gastvoorstellingen in vele landen, waaronder ook Iran. In 1964 was zijn platencarrière voorlopig voorbij. In 1966 zong hij het lied So schön, so leicht, kann unser Leben sein van de ARD-televisieloterij. Tussen 1967 en 1970 presenteerde hij als showmaster Der Goldene Schuß, een amusementsprogramma van de Duitse tv-zender ZDF.
In de jaren 1970 zong hij hoofdzakelijk volksliederen. Zijn grootste succes van die tijd was La Pastorella (1976) en is vandaag de dag een evergreen in de Duitse amusementswereld. Eerder succesvol was hij in 1953 met Du Schwarzer Zigeuner en ontelbare andere opnamen. Zijn grootste hit in 1960 werd Kalkutta liegt am Ganges. Het nummer bereikte zelfs de eerste plaats in de Amerikaanse hitlijsten. In 1977 acteerde hij zelfs in de misdaadserie Tatort in de aflevering Drei Schlingen met Hansjörg Felmy als commissaris Haferkamp. Met het nummer Capri-Fischer (1982) bereikte hij een 1e plaats bij de muziekshow Die schönsten Melodien der Welt. In 1995 ontving hij de Bambi Lifetime-Award, samen met Caterina Valente en Helmut Zacharias. Op 24 februari 2016 vond in Sankt Moritz de première plaats van het Vico-Torriani-musical Hotel Victoria.

## Privéleven
Van 1958 tot 1963 leidde Torriani het restaurant Bonne Auberge aan de Spalenring in Bazel, de geboorteplaats van zijn vrouw Evelyne Torriani-Güntert, met wie hij sinds 1952 getrouwd was. Ze hadden twee kinderen: Nicole en Reto. Vico Torriani overleed in 1998 op 77-jarige leeftijd en zijn as werd in een urn bijgezet op het hoofdkerkhof in Lugano. Het persbericht dat hij aan kanker zou zijn overleden, werd tegengesproken door zijn echtgenote, die aangaf dat haar man tijdens zijn middagslaapje zou zijn overleden. Dit werd later door zijn dochter Nicole bevestigd.

## Discografie

### Singles
- 1951: Silberfäden / Eine kleine Serenade
- 1951: Bolero / In Milano in der Cafèteria
- 1951: Addio, Donna Grazia
- 1953: Tango der Nacht
- 1953: Bella, bella donna
- 1953: Du schwarzer Zigeuner
- 1953: Bravo, bravo, beinah' wie Caruso
- 1953: Granada
- 1954: Malaguena
- 1954: Tausend Mandolinen
- 1954: Bon soir, bon soir
- 1954: Gitarren der Liebe
- 1955: Die Bar von Jonny Miller
- 1955: Zwei Spuren im Schnee
- 1955: In der Schweiz
- 1956: Grüß mir die Damen aus der Bar
- 1956: Domani
- 1956: In einer kleinen Konditorei
- 1956: Die Stunde kommt / Das gewisse O-la-la
- 1957: Torero
- 1957: Ein Mannequin aus Paris
- 1957: Verlieb dich in Lissabon
- 1957: Siebenmal in der Woche
- 1957: Ananas aus Caracas
- 1957: Schön und kaffebraun
- 1957: Sie war ein Mannequin aus Paris
- 1957: Muchacha
- 1958: Waikiki
- 1958: Loana-Oh
- 1958: Schön und kaffeebraun
- 1958: Der Stern von Santa Clara
- 1959: Piano
- 1959: Ti Diro
- 1960: Ave Maria No Morro
- 1960: Straße meiner Lieder
- 1960: Romantica
- 1960: Kalkutta liegt am Ganges
- 1960: Sie war nicht älter als achtzehn Jahr
- 1961: Cafe Oriental
- 1961: Bon soir, Herr Kommissar
- 1961: Juanita
- 1961: Lebe wohl, kleine Frau
- 1962: Muss i denn, muss i denn zum Städtele hinaus
- 1962: Der Hafen-Casanova
- 1962: Happy Jose
- 1962: Ching-Ching-Ching
- 1962: Renata
- 1962: Chi-chica-chi
- 1963: Pepino
- 1963: Laß uns mal ein Tänzchen wagen
- 1963: Skitwist
- 1964: Aus jedem Land ein Souvenir
- 1964: Auf der Hütt’n (Hey, Hey, Hey)
- 1967: Märchenerzähler
- 1968: Azzurro
- 1976: La pastorella
- 1981: Die schönsten Lieder
- 1984: Capri-Fischer
- 1995: Einfach danke
- 1990: Ich könnt’ ohne Berge nicht leben
- 1991: Zähl’ die Freunde, nicht die Jahre
- 1996: Einfach danke / Und der Himmel drückt ein Auge zu
- ####: Grüezi, grüezi miteinander
- ####: Bolero (Elite Special 8926, 78tpm)
- ####: In Milano in der Cafeteria (Elite Special 8926, 78tpm)
- ####: Das gewisse o-la-la

### Albums

#### Studioalbums
- 1959: Good evening, Vico
- 1959: Vico International
- 1961: Liebe, Tanz und 1000 Träume
- 1961: Melodies made in USA
- 1961: Swiss Folklore
- 1962: Bei Vico in der Bar
- 1963: Sing mit Vico
- 1964: Sing mit Vico 02
- 1965: Mr. Musical – Monsieur Chanson
- 1966: Extrablatt – Vico ganz neu
- 1966: Weihnacht in Europa
- 1967: Vicos klingende Kochrezepte
- 1967: Im weißen Rössl
- 1968: Can-Can
- 1968: Ganz leise
- 1968: Lieder aus unserer Heimat (met Lisa della Casa)
- 1968: Wenn der Vico auf der Donau
- 1969: Buona sera, Vico
- 1975: Allegra – Allegra
- 1975: Erinnern Sie sich?
- 1976: La Pastorella – Lieder der Berge mit Vico Torriani
- 1976: Vico singt für Sie
- 1977: Vico heute
- 1978: Meine schönsten Advents- und Weihnachtslieder
- 1979: Vico in den Bergen
- 1979: Perlen vergessener Lieder (mit den Geschwister Seitz)
- 1982: Herzlichkeiten
- 1984: Zeit für Zärtlichkeiten
- 1986: Wunderschöne Weihnachtszeit
- 1987: Grüezi, grüezi miteinander
- 1990: Zauberwelt der Berge
- 1991: Zähl die Freunde, nicht die Jahre
- 1995: Einfach Danke – Meine 20 größten Hits
- 1998: Danke Vico – Zur Erinnerung an den legendären Sänger und Entertainer

#### Deelname
- 196?: Im Traumland der Operette, Nr. 2 (compilatie van Im weißen Rößl)
- 1964: Nashville Stars On Tour – Live Recordings der großen Country & Western Show (als conférencier)
- 1975: Musik ist Trumpf – Folge 1
- 1975: Treffpunkt Herz (benefiet-lp naar de gelijknamige tv-show)
- 1976: Musik ist Trumpf – Folge 5+6 (medley Mit Vico durch die Schweiz)
- 1977: Peter Alexander serviert die ZDF-Spezialitäten-Show (dubbel-lp naar de gelijknamige tv-show, duet met Peter Alexander)
- 1978: Zum Doppelten Engel (lp naar de gelijknamige tv-show, Ski-Medley)
- 1986: So wird’s nie wieder sein – Immergrüne Melodien von Gerhard Winkler (dubbel-lp naar de gelijknamige tv-show)
- 1988: Das große deutsche Schlagerfestival der 60er Jahre (nieuwe opname van Kalkutta liegt am Ganges)

#### Werkuitgaven
- 1995: Es war auf dem Canale Grande (DECCA-opnamen van 1951–1959)
- 1995: Kalkutta liegt am Ganges (DECCA-opnamen van 1959–1965)
- 1995: Torriani Film-Treffer (compilatie van filmhits)
- 1996: Granada (DECCA-opnamen van 1951–1956)
- 1996: Biedermann und Cool Man (DECCA-opnamen internationaal van 1957–1964)

#### Compilaties
- 1981: Die schönsten Lieder
- 1998: Danke Vico – Zur Erinnerung an den legendären Sänger und Entertainer

## Filmografie

### Bioscoop
- 1952: Der bunte Traum
- 1952: Meine Frau macht Dummheiten
- 1953: Straßenserenade
- 1954: Gitarren der Liebe
- 1955: Ein Herz voll Musik
- 1956: Der Fremdenführer von Lissabon
- 1956: Santa Lucia
- 1957: Siebenmal in der Woche
- 1957: Träume von der Südsee
- 1958: Der schwarze Blitz
- 1958: Der Stern von Santa Clara
- 1960: O sole mio
- 1960: Schlagerraketen – Festival der Herzen
- 1961: Robert und Bertram
- 1962: Muß i denn zum Städtele hinaus
- 1962: So toll wie anno dazumal
- 1964: Die ganze Welt ist himmelblau

### Televisie

#### Eigen programma's
- 1961–1968: Hotel Victoria (televisieshow)
- 1967–1970: Der goldene Schuß (televisieshow)
- 1971–1972 + 1979: Die Vico-Torriani-Show (televisieshow)

#### Gastoptredens
- 1955: Was bin ich? (als eregast)
- 1975: Treffpunkt Herz (televisieshow)
- 1977: Tatort – Drei Schlingen (televisieserie)
- 1982: Die schönsten Melodien der Welt (televisieshow)

- Biblioteca Nacional de España: XX931825
- Bibliothèque nationale de France: cb14233770h (data)
- Gemeinsame Normdatei: 118623419
- Historisch woordenboek van Zwitserland: 020756
- International Standard Name Identifier: 0000 0000 5956 6958
- Library of Congress Control Number: no98037011
- Nationale Bibliotheek van Letland: 000054686
- MusicBrainz: 43edb566-1987-4b2a-94ae-58f3ca1daec6
- Nationale Bibliotheek van Tsjechië: kv2008437620
- Nederlandse Thesaurus van Auteursnamen: 101173377
- Virtual International Authority File: 73467639
- WorldCat: E39PBJxRyFjPMQfB7BVm7hy68C